# 曲枝垂柳
曲枝垂柳（学名：Salix babylonica f. tortuosa）为杨柳科柳属垂柳下的一个变型。

## 扩展阅读
- 維基物種上的相關：曲枝垂柳